# Savigny-sur-Seille
Savigny-sur-Seille ist eine französische Gemeinde im Département Saône-et-Loire in der Region Bourgogne-Franche-Comté. Sie gehört zum Arrondissement Louhans und zum Kanton Cuiseaux. Die Gemeinde hat 385 Einwohner (Stand 1. Januar 2022).

## Geografie

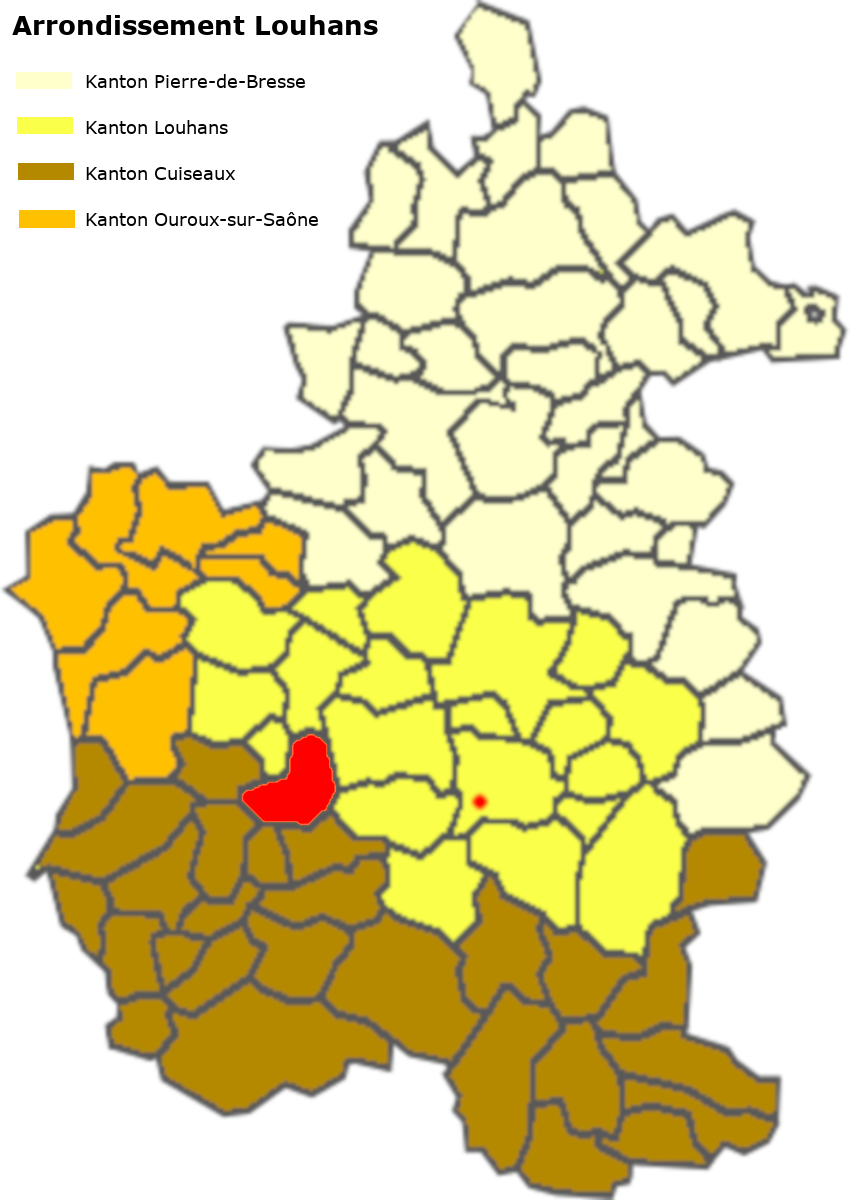
Lage der Gemeinde im Arrondissement Louhans

Savigny-sur-Seille liegt in der Landschaft Bresse, im Süden des Arrondissement Louhans, neun Kilometer westlich von Louhans. Die südliche Gemeindegrenze wird durch die Seille gebildet. Die nordwestliche Gemeindegrenze bildet das Flüsschen La Serrée, das anschließend das südliche Gemeindegebiet durchfließt und in die Seille mündet. Die östliche Gemeindegrenze bildet der Ruisseau de Barbette bis er in die Seille mündet, die anschließend die Grenze bildet. Das östliche und das nördliche Gemeindegebiet sind recht stark bewaldet. Auf dem Gebiet der Gemeinde Savigny-sur-Seille finden sich keine wichtigen Straßen und keine Brücken, die über die Seille führen.
Zur Gemeinde gehören die folgenden Weiler und Fluren: les Ancelins, Arbain, Arcy, le Bief-Flochard, les Bordes, Brigot, les Bugières, les Cadolles, les Chavannes, le Chêne-Guyot, Copin, Deschezeaux, la Grimolle, London, la Michaudière, la Molaise, le Murot, les Pilloux, le Pin, la Renardière, le Roupoix, Serpent-London, le Thiellay, Thion, Vallin.
Die Gemeinde liegt in einem recht heiklen Gebiet, indem die Zuflüsse der Seille große Strecken des Jurafusses entwässern. Aus neuester Zeit werden folgende Naturkatastrophen vermerkt:
- Sturmschäden vom 6. – 10. November 1982
- Überschwemmungen und Murgang vom 8. – 31. Dezember 1982
- Überschwemmungen und Murgang vom 12. – 13. Mai 1983
- Überschwemmungen und Murgang vom 24. – 26. Oktober 1999
- Erdbewegungen als Folge der Trockenheit und anschließendem Wasserausgleich vom 1. Juli – 30. September 2003

### Klima
Das Klima in Savigny-sur-Seille ist warm und gemäßigt. Es gibt das ganze Jahr über deutliche Niederschläge, selbst der trockenste Monat weist noch hohe Niederschlagsmengen auf. Die Klassifikation des Klimas nach Köppen und Geiger ist Cfb ((Gemäßigtes) Ozeanklima). Die Temperatur liegt im Jahresdurchschnitt bei 12,1 °C. Der wärmste Monat ist der Juli mit einer Durchschnittstemperatur von 21,2 °C, der kälteste der Januar mit 3,4 °C. Über ein Jahr verteilt summieren sich die Niederschläge auf 1121 mm, dabei ist der November mit 118 mm der niederschlagsreichste, während März als trockenster Monat 77 mm aufweist. Über das ganze Jahr werden etwa 2754 Sonnenstunden gezählt.
|                        | Jan | Feb | Mär  | Apr  | Mai  | Jun  | Jul  | Aug  | Sep  | Okt  | Nov  | Dez |   |      |
| Mittl. Temperatur (°C) | 3,4 | 4,1 | 7,6  | 11,3 | 15,1 | 19,3 | 21,2 | 20,8 | 17,1 | 13,0 | 7,5  | 4,2 | ⌀ | 12,1 |
| Mittl. Tagesmax. (°C)  | 6,4 | 7,8 | 12,1 | 15,8 | 19,5 | 24,0 | 25,9 | 25,6 | 21,6 | 17,0 | 10,6 | 7,0 | ⌀ | 16,2 |
| Mittl. Tagesmin. (°C)  | 0,8 | 0,7 | 3,4  | 6,5  | 10,4 | 14,3 | 16,4 | 16,1 | 12,9 | 9,4  | 4,6  | 1,7 | ⌀ | 8,1  |
|                        |     |     |      |      |      |      |      |      |      |      |      |     |   |      |
| Niederschlag (mm)      | 94  | 79  | 77   | 93   | 99   | 83   | 82   | 88   | 99   | 109  | 118  | 100 | Σ | 1121 |

| 0,8 |

| 0,7 |

| 3,4 |

| 6,5 |

| 10,4 |

| 14,3 |

| 16,4 |

| 16,1 |

| 12,9 |

| 9,4 |

| 4,6 |

| 1,7 |

| 0,8 |

| 0,7 |

| 3,4 |

| 6,5 |

| 10,4 |

| 14,3 |

| 16,4 |

| 16,1 |

| 12,9 |

| 9,4 |

| 4,6 |

| 1,7 |

## Toponymie
Bereits 885 wird Saviniangas erstmals erwähnt, 960 wird in den Büchern des Klosters Saint-Marcel hingewiesen auf: Capella sita in comitatu Lugdunensi, in Villa Saviniaco, dicita in honore beate Dei genitricis Marie (deutsch: Die Kapelle in der Grafschaft von Louhans, beim Haus des Saviniacus, geweiht der seligen Jungfrau Maria Mutter Gottes). Diese Kapelle wurde im 12. Jahrhundert zur heutigen Kirche erweitert, die Kapelle bildet den heutigen Chor. Aus der Erwähnung eines Savinius können wir schließen, dass der Ort bereits in gallo-römischer Zeit besiedelt war und schließlich zum Ortsnamen Savigny führte. Der Zusatz -sur-Seille ist bereits sei 1366 verbürgt.

## Geschichte
Der Ort liegt auf einer Anhöhe über der Seille, bemerkenswert ist die Tatsache, dass südlich des Ortes bis zur Seille über 500 bis 800 Meter keine Gebäude vorhanden sind. Durch den Wald La Renardière führt noch eine alte Römerstraße von Les Pilloux nach Copin. 1289 verkaufte der Graf von Savoyen seine Schlösser und Ländereien in Cuisery, Sagy und Savigny dem Herzog Robert II. von Burgund. Der Donjon von Thiellay wird seit 1270 erwähnt, das zugehörige Schloss, von dem noch Reste sichtbar sind, wurde durch die Familie de Vienne erbaut. 1503 wird ein Hafen in Thiellay genannt, damals wurde eine Fähre betrieben, die 1910 noch immer in Betrieb war. Thiellay war ein eigenes Lehen, das während mehr als einem Jahrhundert im Besitz einer Familie de la Curne war, die das Schloss bis 1720 bewohnte. Danach gehörte es dem Marquis de Bourbonne, dem 1748 durch Heirat auch das Lehen la Michaudière zufiel. Einer Familie de la Michaudière entsprangen zwei Maires von Louhans und Magistraten in Dijon und Paris. Die übrigen Gebiete von Savigny gehörten den Grafen von Branges.
1838 wurde in Savigny Eisenerz abgebaut und es wurden Fassreifen hergestellt. Einer der zwei letzten Messerhersteller der Bresse arbeitete in Savigny. Die erste Mairie-Schule wurde 1846 erbaut, 1872 das Pfarrhaus, 1883 wurde die Kirche erweitert, 1902 eine Schule für Mädchen erstellt und 1904 ein neues Knabenschulhaus. Eine Mühle in Deschezeau bestand bis in die 1960er Jahre an der Serrée. 1988 bestanden 39 Landwirtschaftsbetriebe.

### Die Herren von Savigny-sur-Seille
Savigny-sur-Seille gehörte ab dem 13. Jahrhundert zur Kastellanei von Sagy und unterstand damit direkt den Herzögen von Burgund und später den Königen von Frankreich. Die Herrschaft über das Gebiet wurde weitgehend durch die Kastellane ausgeübt.
Im Weiteren war Savigny-sur-Seille ein Teil der Baronie von Branges und folgte den jeweiligen Eigentümern.
Es bestanden aber noch unabhängige Lehen:
- Le Thiellay gehörte während mehr als hundert Jahren der Familie de la Curne de Sainte-Palaye (1657: Jean-Baptiste, 1681–1716 Henri-Louis sein Sohn, Antoine-Louis dessen Sohn). Sie bewohnten bis 1720 das Schloss über der Seille. Das Lehen ging anschließend an Marquis de Bourbonne. 1810 gehörte das Lehen einer Madame Davaux, der auch das Lehen la Michaudière gehörte. Die folgenden Lehensmänner waren Vicomte de Brachey, die d'Arches de Cuves, Herren von Vadans.
- La Michaudière gehörte einer Familie de la Michaudière, die wahrscheinlich aus Louhans stammte und Ende des 17. Jahrhunderts geadelt wurde. Durch die Heirat einer Erbin dieser Familie ging das Lehen 1748 an Jean-François-Gabriel-Bénigne Chartraire, Marquis de Bourbonne.

Mit der Französischen Revolution 1789 wurden die Vorrechte des Adels abgeschafft, sie behielten lediglich noch ihre Titel.

### Heraldik
Die Gemeinde verwendet für ihr offizielles Papier ein Wappen, das auf die Familie La Michaudière zurückgeht, die ehemaligen Herren von Savigny. Blasonierung: In Blau ein goldener Balken, belegt mit einer gehenden, schwarzen Windhündin mit rotem Halsband. Der Weiler Michaudière führt ebenfalls ein Wappen, das jedoch einen laufenden Windhund enthält, während die Gemeinde eine gehende Windhündin blasoniert.

## Bevölkerung
| Savigny-sur-Seille: Einwohnerzahlen von 1793 bis 2020 | Savigny-sur-Seille: Einwohnerzahlen von 1793 bis 2020 | Savigny-sur-Seille: Einwohnerzahlen von 1793 bis 2020 | Savigny-sur-Seille: Einwohnerzahlen von 1793 bis 2020 | Savigny-sur-Seille: Einwohnerzahlen von 1793 bis 2020 |
| --- | ----------------------------------------------------- | ----------------------------------------------------- | ----------------------------------------------------- | ----------------------------------------------------- |
| Jahr |                                                       |                                                       |                                                       | Einwohner                                             |
| 1793 | 1793                                                  |                                                       | 972                                                   | 972                                                   |
| 1800 | 1800                                                  |                                                       | 842                                                   | 842                                                   |
| 1806 | 1806                                                  |                                                       | 824                                                   | 824                                                   |
| 1821 | 1821                                                  |                                                       | 801                                                   | 801                                                   |
| 1831 | 1831                                                  |                                                       | 815                                                   | 815                                                   |
| 1836 | 1836                                                  |                                                       | 830                                                   | 830                                                   |
| 1841 | 1841                                                  |                                                       | 859                                                   | 859                                                   |
| 1846 | 1846                                                  |                                                       | 872                                                   | 872                                                   |
| 1851 | 1851                                                  |                                                       | 864                                                   | 864                                                   |
| 1856 | 1856                                                  |                                                       | 837                                                   | 837                                                   |
| 1861 | 1861                                                  |                                                       | 853                                                   | 853                                                   |
| 1866 | 1866                                                  |                                                       | 846                                                   | 846                                                   |
| 1872 | 1872                                                  |                                                       | 856                                                   | 856                                                   |
| 1876 | 1876                                                  |                                                       | 879                                                   | 879                                                   |
| 1881 | 1881                                                  |                                                       | 931                                                   | 931                                                   |
| 1886 | 1886                                                  |                                                       | 968                                                   | 968                                                   |
| 1891 | 1891                                                  |                                                       | 887                                                   | 887                                                   |
| 1896 | 1896                                                  |                                                       | 911                                                   | 911                                                   |
| 1901 | 1901                                                  |                                                       | 811                                                   | 811                                                   |
| 1906 | 1906                                                  |                                                       | 788                                                   | 788                                                   |
| 1911 | 1911                                                  |                                                       | 765                                                   | 765                                                   |
| 1921 | 1921                                                  |                                                       | 674                                                   | 674                                                   |
| 1926 | 1926                                                  |                                                       | 598                                                   | 598                                                   |
| 1931 | 1931                                                  |                                                       | 595                                                   | 595                                                   |
| 1936 | 1936                                                  |                                                       | 595                                                   | 595                                                   |
| 1946 | 1946                                                  |                                                       | 557                                                   | 557                                                   |
| 1954 | 1954                                                  |                                                       | 460                                                   | 460                                                   |
| 1962 | 1962                                                  |                                                       | 426                                                   | 426                                                   |
| 1968 | 1968                                                  |                                                       | 408                                                   | 408                                                   |
| 1975 | 1975                                                  |                                                       | 372                                                   | 372                                                   |
| 1982 | 1982                                                  |                                                       | 393                                                   | 393                                                   |
| 1990 | 1990                                                  |                                                       | 382                                                   | 382                                                   |
| 1999 | 1999                                                  |                                                       | 360                                                   | 360                                                   |
| 2006 | 2006                                                  |                                                       | 371                                                   | 371                                                   |
| 2009 | 2009                                                  |                                                       | 443                                                   | 443                                                   |
| 2014 | 2014                                                  |                                                       | 423                                                   | 423                                                   |
| 2020 | 2020                                                  |                                                       | 399                                                   | 399                                                   |
| Quelle(n): EHESS/Cassini bis 2006, ab 2009 INSEE Anmerkung(en): • Ab 1962 offizielle Zahlen ohne Einwohner mit Zweitwohnsitz • Höchste Einwohnerzahl 1886 mit 968, tiefste Einwohnerzahl 1999 mit 360 (37,2 % vom Maximum) |                                                       |                                                       |                                                       |                                                       |

| Bevölkerungsstruktur | Anzahl Einwohner | männlich | weiblich | davon Ausländer | Anteil % |
| -------------------- | ---------------- | -------- | -------- | --------------- | -------- |
|                      | 390              | 200      | 190      | 24              | 6,2      |

| Männer | Alterstufe | Frauen |
| ------ | ---------- | ------ |
| 3      | 90 + älter | 2      |
| 19     | 75–89      | 23     |
| 52     | 60–74      | 55     |
| 50     | 45–59      | 40     |
| 21     | 30–44      | 27     |
| 24     | 15–29      | 20     |
| 31     | 0–14       | 24     |

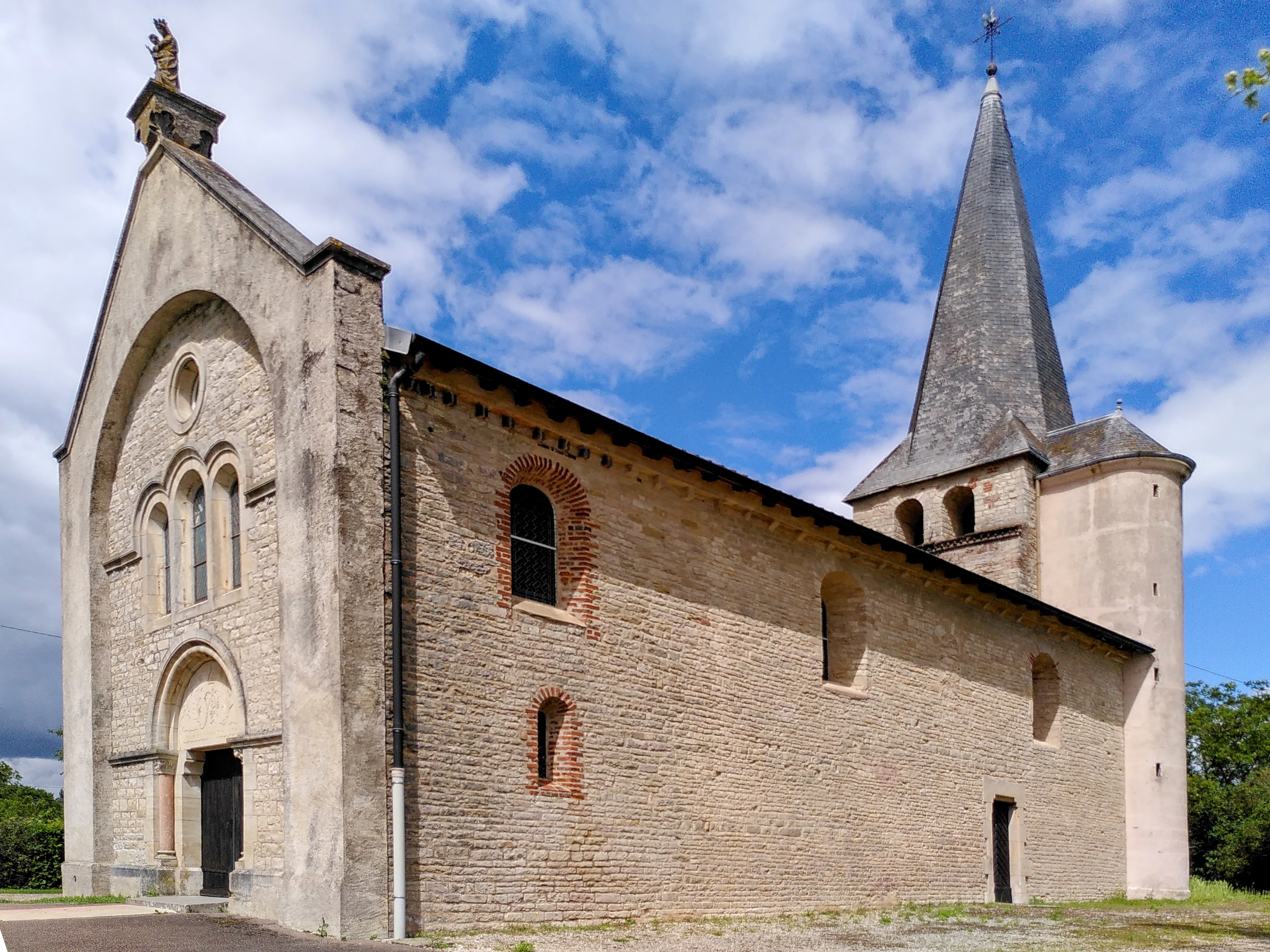
Kirche Notre-Dame-de-l’Assomption von Savigny-sur-Seille

Die Bevölkerungsstruktur zwischen Männern und Frauen weist einen Überhang zugunsten der Männer aus, sie machen 51 % der Bevölkerung aus. Dabei sind 37 % der Bevölkerung jünger als 45 Jahre. Demgegenüber sind 39 % der Einwohner älter als 60 Jahre und damit im Rentenalter.
| Wohnstruktur               | Anzahl Wohneinheiten | davon Häuser | Wohnungen | sonstige |
| -------------------------- | -------------------- | ------------ | --------- | -------- |
|                            | 235                  | 227          | 7         | 1        |
| davon Hauptwohnsitz        | 190                  |              |           |          |
| Zweit- oder Ferienwohnsitz | 30                   |              |           |          |
| vakant                     | 15                   |              |           |          |

## Wirtschaft und Infrastruktur

### Unternehmen, Betriebe, Ladengeschäfte und Einrichtungen
In der Gemeinde gibt es nebst Kirche und Mairie (Gemeindehaus) folgende Unternehmen nach Branchen:
| Branche                                                           | Anzahl Betriebe |
| ----------------------------------------------------------------- | --------------- |
| Industrie und verarbeitendes Gewerbe                              | 6               |
| Baugewerbe                                                        | 4               |
| Groß- und Einzelhandel, Verkehr, Beherbergung und Gastronomie     | 5               |
| Information und Kommunikation                                     |                 |
| Finanz- und Versicherungsdienstleistungen                         |                 |
| Grundstücks- und Wohnungswesen                                    | 1               |
| Freiberufliche, wissenschaftliche und technische Dienstleistungen | 2               |
| Öffentliche Verwaltung, Unterricht, Gesundheits- und Sozialwesen  |                 |
| Sonstige Dienstleistungen                                         |                 |
| Land- und Forstwirtschaftsbetriebe                                | 10              |

In der Gemeinde befinden sich eine Bäckerei, ein Elektriker, ein Maler/Gipser und ein Installateurbetrieb. Mit den Gütern des täglichen Bedarfs versorgen sich die Einwohner weitgehend in Louhans.

### Geschützte Produkte in der Gemeinde
Als AOC-Produkte sind in Savigny-sur-Seille Crème et beurre de Bresse zugelassen, ferner Volaille de Bresse und Dinde de Bresse.

### Bildungseinrichtungen
In der Gemeinde besteht eine École primaire (École maternelle und École élémentaire), die der Académie de Dijon untersteht und von 47 Kindern besucht wird. Für die Schule gilt der Ferienplan der Zone A.

## Sehenswürdigkeiten
- Kirche Notre-Dame-de-l'Assomption aus dem 12. Jahrhundert, Beschreibung und Fotos der Kirche[21]